# Гипполох
Гипполох (др.-греч. Ἱππόλοχος) — персонаж древнегреческой мифологии.
Сын Беллерофонта и Филонои, дочери царя Ликии Иобата, брат Исандра и Лаодамии.
Согласно комментатору Гомера Евстафию Солунскому, оспаривал власть у старшего брата. Решили, что царем станет тот, кто сумеет пустить стрелу через золотое кольцо, повешенное на груди ребенка. Поскольку ни один не соглашался предоставить для этой процедуры своё дитя, спор возобновился, и тогда Лаодамия предложила, чтобы кольцо повесили на шею её сына, Сарпедона. Восхищенные благородством сестры, братья отказались от трона в пользу Сарпедона, соправителем которого позднее стал сын Гипполоха Главк.
В шестой песни Илиады, его сын Главк, сходясь в поединке с Диомедом, называет своё имя и род, и сообщает о Гипполохе, что